# Cantello
Cantello (Cantèll e in precedenza Cazzon in dialetto varesotto) è un comune italiano di 4 857 abitanti della provincia di Varese in Lombardia. Posto sul confine con la Svizzera, ospita fin dal 1516 in località Gaggiolo un valico transfrontaliero particolarmente trafficato.
È uno dei comuni soci della comunità di lavoro Regio Insubrica, ente di cooperazione transfrontaliera che federa alcune province di Lombardia e Piemonte e il Canton Ticino svizzero.

## Storia
Il centro abitato di Cantello era in origine denominato "Cazono", divenuto poi Cazzone (col probabile significato di "grande mestolo", in riferimento all'utensile di legno col manico in coda che serviva per svuotare dalle vinacce le botti o per raccogliere le sementi, dalla forma dialettale cazzü; secondo altre interpretazioni starebbe invece per "grande casa"); il territorio comunale comprendeva "Cazono con Ligurno, Vedemario, Gazio et Gazolo" (come riportato in un atto notarile del 1452), ossia oltre all'abitato principale anche i borghi di Ligurno, Velmaio, Gaggio e Gaggiolo. Nella mappa del Ducato di Milano presente nella Galleria delle carte geografiche presso i Musei Vaticani (1580) il toponimo è reso Canzone.
Il toponimo venne modificato nel 1895 allorché, a seguito dell'Unità d'Italia, che diffuse anche in Lombardia gergalità lessicali a carattere triviale, precedentemente più invalse nell'uso in altre regioni, "Cazzone" aveva assunto un imbarazzante valore volgare. Il nome Cantello è un diminutivo del latino canthus, da intendersi come "fazzoletto" di terra.
La frazione Velmaio è stata scorporata e annessa al comune di Arcisate nel 1968. L'abitato di Cantello conta circa la metà della popolazione complessiva del comune.

### Simboli
Lo stemma e il gonfalone sono stati concessi con DPR del 27 luglio 1987.
Stemma
(Art. 3 dello Statuto)
Gonfalone
dell'arma sopra descritta e ornato di ricchi fregi d'argento. Nella parte alta reca
l'iscrizione centrata in oro: Comune di Cantello. Le parti in metallo, le boccole, le
frange ed i nastri sono argentati, l'asta verticale è argentata e guarnita con cravatta e
nastri tricolorati dai colori nazionali.»
(Art. 3 dello Statuto)

## Monumenti e luoghi d'interesse
- Chiesa e campanile di Santa Maria in Campagna eretti nella frazione di Ligurno rappresentano il più importante monumento del territorio. Costruite nella prima metà dall'XI secolo, in stile romanico. Si pensa che il progetto sia da attribuire all'architetto Lanfranco da Ligurno, autore del Chiostro di Voltorre, architetto che la critica ottocentesca ha voluto identificare con lo stesso Lanfranco del duomo di Modena, tesi oggi del tutto confutata. Questo perché la costruzione del duomo inizia nel 1099 mentre il chiostro di Voltorre è databile alla fine del XII secolo. La chiesa è costituita da una facciata a capanna con lesene che dà accesso ad un'aula rettangolare con abside semicircolare.
La slanciata torre campanaria, alta quasi 30 metri e dotata di bifore cigliate e archetti pensili, pare sorga sulle fondamenta di una torre di avvistamento e segnalazione di età Romana. Ai secoli XV e XVI risalgono alcuni affreschi conservati all'interno della chiesa; tra questi spiccano, nel catino absidale, una mandorla contenente un Cristo Pantocratore, circondata dalle effigie degli Evangelisti e dei Dottori della Chiesa.
- All'esterno della chiesa parrocchiale dei Ss. Pietro e Paolo, è posta un'ara votiva di epoca romana. Il ritrovamento di questo reperto sull'altura ove è stata edificata la chiesa è testimonianza della presenza di un insediamento di età Romana in questo luogo. L'ara presenta un'iscrizione che venne studiata dallo storico tedesco Theodor Mommsen: IOVI C. VIRIUS C.L. MONIMUS V.S.L.M. (letteralmente "A Giove Caio Virio Monimo Liberto di Caio Il voto scioglie con animo grato").

### Altri edifici religiosi

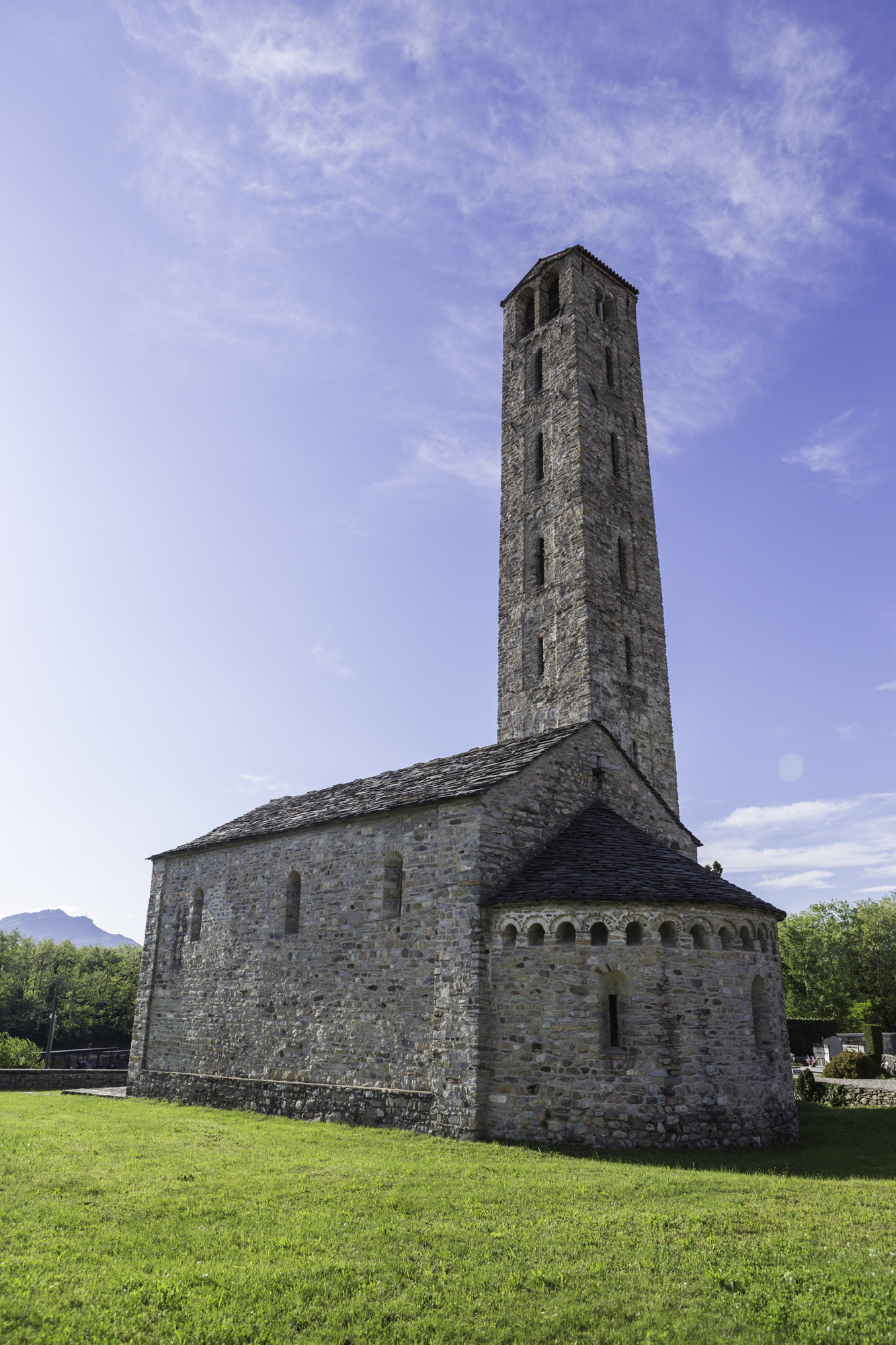
La chiesa romanica di Madonna di Campagna

- Chiesa patronale di Santi Pietro e Paolo
- Chiesa (oratorio) di San Lorenzo
- Chiesa di San Bernardino nella frazione di Gaggiolo
- Chiesa parrocchiale di San Giorgio nella frazione di Ligurno

### I Roccoli
Sull'altopiano di Cantello esistono numerosi roccoli per la cattura, con reti, degli uccelli migratori. I roccoli sorgevano sulle sommità di alcune colline (Muntasii, Gremello, Bressanella) ed erano costituiti da terrazzamenti per lo più circolari e concentrici, delimitati da alberi di carpino potati a pergola, in modo da creare una spalliera per il supporto e il mascheramento delle reti. Il roccolo fungeva anche da stazione sperimentale per lo studio del "passo stagionale" degli uccelli, che venivano registrati, inanellati e segnalati alle stazioni di provenienza. Il più antico e famoso, situato in località "roccolo di Ligurno", appartenne al senatore Luigi Gasparotto ed è stato dichiarato monumento nazionale.

### La Pardà di Cantello

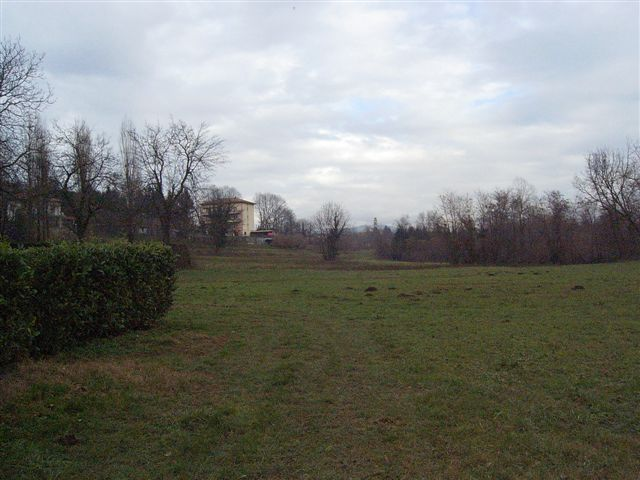
Un panorama della Pardà.

Fra gli elementi di interesse paesaggistico e storico del territorio comunale si segnala la Pardà, un'area agricola e boschiva situata ai margini degli abitati di Cantello e della frazione Ligurno. Posta nelle vicinanze del parco naturale del fiume Lanza, l'area è interessata dai percorsi migratori di diverse specie di uccelli (airone cenerino e poiana in particolare), costituendo un tipico esempio di paesaggio agricolo prealpino. L'area ospita almeno tre fontanili la cui origine risale probabilmente all'epoca della fondazione delle prime fattorie, di proprietà ecclesiastica, nell'area, circa intorno al XVI secolo, ed è, almeno da quella stessa epoca, uno dei centri principali attorno ai quali hanno gravitato le attività agricole ma anche sociali delle comunità di Cantello e Ligurno.
Alla fine del 2006 un vasto progetto di edilizia nell'area ha provocato l'avvio di una petizione che ha raccolto la firma di circa metà della popolazione maggiorenne del Comune. L'11 aprile 2007 il Consiglio provinciale di Varese ha deciso di tutelare tutta l'area con due votazioni unanimi con le quali ha bloccato ogni progetto edilizio nell'area, giudicandola verde agricolo da proteggere e invitando nel contempo il Comune a rispettarne l'integrità.
Altre aree di interesse naturale e paesaggistico sono il Montasì, la Baraggia di Cantello (sede principale delle asparagiaie dove si coltiva il famoso asparago bianco di Cantello), il Pianezzo, la collina Tre Scali (o bosco Trescale), il Pian Grand, il Gaggio, La Valle del Fiume Bevera. Sul territorio comunale insiste una cava di sabbia di rilievo internazionale. Proprio il sottosuolo ricco di sabbia ha permesso peraltro nei secoli la coltivazione di una specie di asparago bianco pregiato.

## Società

### Evoluzione demografica
- 621 nel 1574
- 978 nel 1687
- 972 nel 1721
- 999 nel 1751
- 1 318 nel 1805
- annessione a Viggiù nel 1809
- 1 806 nel 1853
- 2 056 nel 1861
- 2 667 nel 1901

Abitanti censiti

## Infrastrutture e trasporti
Il territorio comunale è interessato dai tracciati della ferrovia di Valmorea e della ferrovia Mendrisio-Varese, entrambe colleganti l'Italia alla Svizzera.
La prima, attivata all'inizio del XX secolo e dismessa entro il 1977, dal 1915 al 1939 servì Cantello mediante un'apposita stazione, la quale dal 2003 è stata ripristinata onde fungere da fermata intermedia per i treni turistici operanti la tratta Malnate Olona-Mendrisio/Capolago (unico tronco della linea di competenza mantenuto in condizioni di praticabilità).
La seconda invece, ultimata nel 2017 e aperta al servizio di linea dal 7 gennaio 2018, serve il comune mediante la stazione di Cantello-Gaggiolo, costruita a poca distanza dal confine di stato italo-elvetico.

## Gemellaggi
San Fernando del Valle de Catamarca

## Sport
La società di calcio locale militante nei campionati FIGC è la Cantello Belfortese, mai spintasi oltre le divisioni dilettantistiche regionali. Nelle leghe del Centro Sportivo Italiano milita invece il CSI Cantello Calcio.
La pratica della pallavolo fa riferimento alla società Phoenix Cantello.